# Morytát

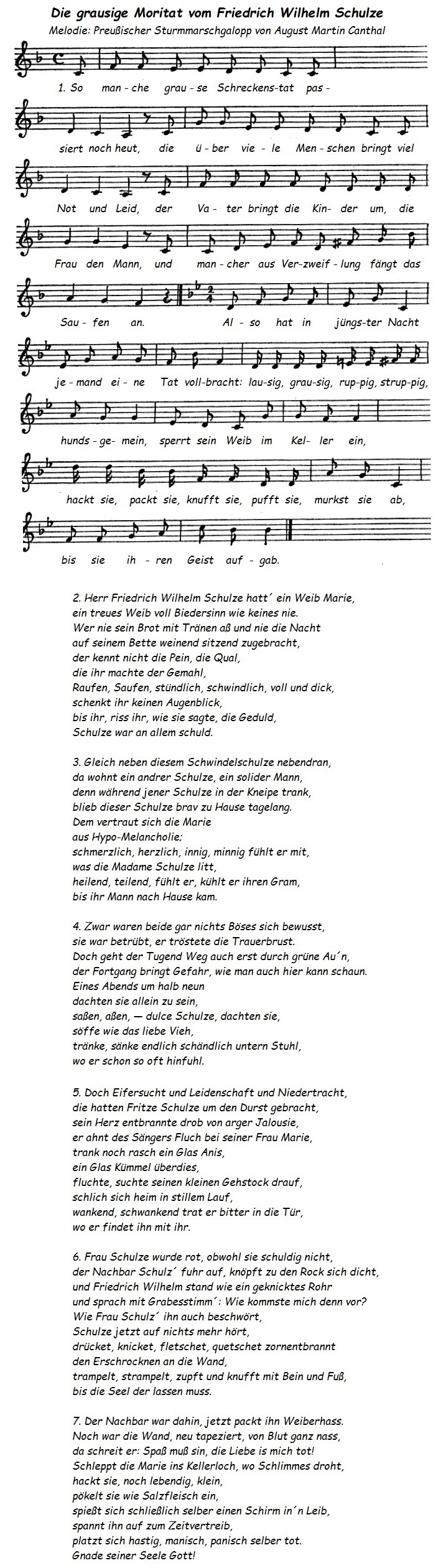
Prodejný výtisk morytátu (němčina)

Morytát (také Moritát) je vražedný výjev, krvavá událost a jarmareční písnička o ní. Akademický slovník cizích slov zužuje význam slova morytát; ten vysvětluje jako zastaralý výraz pro jarmareční píseň. Předchozí Klimešův slovník rovněž považuje slovo za zastaralé, ale s významem „vražda; jarmareční píseň o vraždě“. Od nepaměti si pouliční zpěváci kramářských písní přivydělávali prodejem jednotlivě tištěných textů (mezi nimž byly i morytáty) a to nejen na jarmarcích.

## Původ slova
V češtině se z hlediska etymologie jedná o germanismus od výrazu Mordtat. V němčině je původ slova nejasný.
Morytát představuje důležitý člen ve vývoji, který sahá od Homéra k Bertu Brechtovi… Jak se zdá, lze pojem „morytát“ vysvětlit z latinského slova „mores“, tedy v morytátu lze poznati primitivní epiku, která se zabývá mravy nebo jejich úpadkem, taky lze odvoditi morytát od latinského „mors“ a v morytátech potom viděti rýmovaná vysvětlení případů smrti, které vyvolávají děs, konečně mnozí experti se kloní k názoru, že v morytátu poznávají hebrejský kmen „more“, znamenající strach a hrůzu a užívaný v gaunerské hantýrce; v každém případě však je morytát bezprostřední poetická reakce lidové fantazie na jistou událost, která fantazii vzrušila, protože ta událost odporuje mravnímu řádu, má co dělat s náhlou smrtí a vyvolává úzkost a leknutí. Není pochyby, že ony písně, které tvoří praformy Iliady, byly nepochybně morytáty, a smrt Siegfriedova je zrovna tak opěvována jako zánik Burgundů… Fontaine a Schiller psali dojemné morytáty… Tak jest plně objasněna cesta, která vede od morytátů k Song opeře našeho věku a vůbec k modernímu literárnímu kabaretu. Dnes tak interesantní zpěvy Calypso koneckonců nejsou nic jiného než docela primitivní morytáty.
Theodor F. Meysels, v předmluvě ke knize Schauderhafte Moritaten,
Residenz Verlag, Salzburg, 1962.

## Písně
Texty morytátů, které pojednávají o skutečných osobách, často neodpovídají skutečným událostem a v lidové slovesnosti v průběhu času nabyly různých podob. Příklady:
- O Martinovi Leciánovi bylo v roce 1927 napsáno 455 článků a jeho věhlas se promítl i do písní, např.: Jak to skončí, chce-li panna za muže jen Leciána: tato píseň jistě zkruší i silnější štaturu od autora Jana Filipínského.[5][6] Morytát O chycení Leciána s Dedkem je parodický.[7]

- O Václavovi Babinském se zpívá morytát Na kopečku v Africe; od reality byl příběh velmi odkloněn a časem se text různě měnil.[8][9]
- O podlém Karafiátovi a nebohé Růženě se zpívá ve vyšehradském vánočním morytátu...[10]

Fiktivní postavy obsahují morytáty: Mackie Messer, Hey Joe, Kanonýr Jabůrek, Tydlitát... Hrdinou morytátu Škrhola je pimprle.
Německé morytáty zhudebnil Gustav Mahler v cyklu Chlapcův kouzelný roh.

## Události
V české beletrii se výraz „morytát“ vyskytuje v názvech knih:
- Morytáty a legendy (1968), autor: Bohumíl Hrabal. Knihu povídek zahajuje Morytát, který napsali čtenáři a ukončuje ji Morytát o veřejné popravě, jež zdůvodňuje, proč patří Bohumil Hrabal na šibenici.[16]
- Dobronínské morytáty (2017), autor: Vlastimil Vondruška. ISBN 978-80-243-7443-7
- Morytáty ze Žižkova (2019), autor: Jiří Slavíček. ISBN 978-80-906840-5-8

V hojné míře lze mnohé příběhy brakové literatury a thrillerů zařadit mezi (zastaralé) morytáty.